# Bruno Boscherie
Bruno Boscherie (Carpentras, 22 febbraio 1951) è un ex schermidore francese, vincitore di una medaglia d'oro nella scherma ai giochi olimpici.